# Bettina Bauer-Ehrlich
Bettina Bauer-Ehrlich (Künstlername: Bettina, auch: Bettina Ehrlich; geboren 19. März 1903 in Wien, Österreich-Ungarn; gestorben 10. Oktober 1985 in London) war eine österreichisch-britische Malerin, Graphikerin und Schriftstellerin. 

## Leben
Bettina Bauer-Ehrlich stammte aus einer wohlhabenden jüdischen Familie (ihre Tante war Adele Bloch-Bauer). Sie studierte 1920–1923 an der Wiener Kunstgewerbeschule und machte 1924–1925 ein Praktikum in einer Berliner Druckerei. In den 1920er Jahren war sie mit Heinrich Schnitzler, dem Sohn Arthur Schnitzlers befreundet. 1930 heiratete Bettina Bauer den Maler und Bildhauer Georg Ehrlich (1897–1966). Beide gehörten zur Zinkenbacher Malerkolonie.
1931 stellte sie auf der V. Ausstellung des Verbandes bildender Künstlerinnen und Kunsthandwerkerinnen, der Wiener Frauenkunst und des Hagenbundes mehrere Ölgemälde aus.
1931–1938 arbeitete sie als Textildesignerin. Seit 1932 publizierte sie auch selbstillustrierte Kinderbücher.
Nach dem Anschluss Österreichs 1938 mussten die Ehrlichs nach London emigrieren. 1943 publizierte die Künstlerin ihr erstes Kinderbuch in englischer Sprache unter dem Namen Bettina. Nach dem Krieg war sie in diesem Bereich eine erfolgreiche Autorin. 1984 war Bauer-Ehrlich an der Ausstellung „Malerkolonie Zinkenbach“ in der Galerie Altnöder in Salzburg beteiligt.
Lange Zeit glaubte man, Bettina Ehrlich habe nur die Arbeiten ihres Ehemannes ins englische Exil bringen lassen können, ihre eigenen jedoch in Wien zurückgelassen. In Wahrheit gibt es Aktenstücke, die bestätigen, dass im Jahr 1938 mehrere Kisten mit Werken der Künstlerin nach London transportiert wurden. Allerdings ist über den weiteren Verbleib der Kisten nichts bekannt.

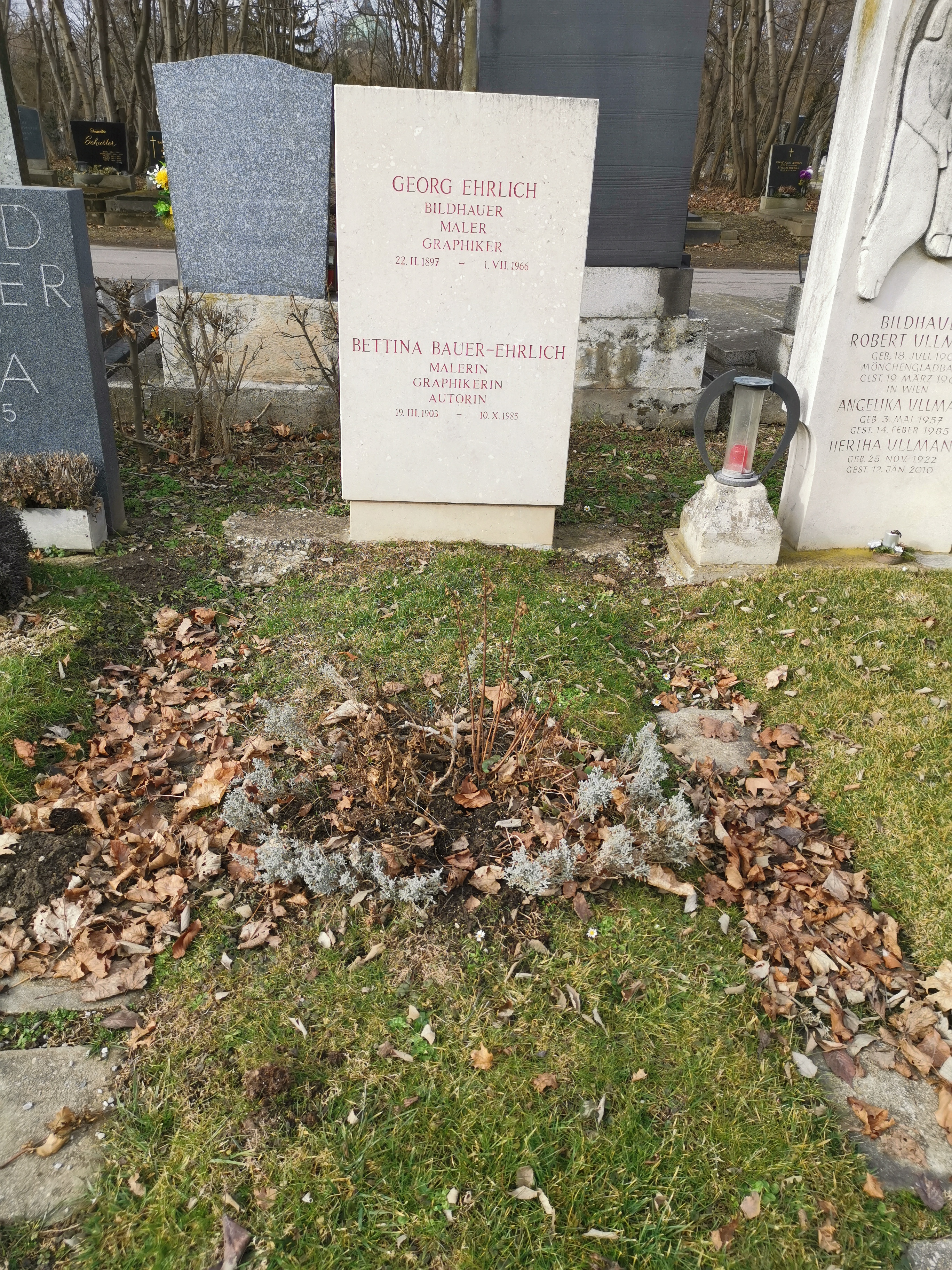
Grabstätte

Sie ist auf dem Wiener Zentralfriedhof bestattet.

## Werke (Auswahl)
- Show Me Yours: A Little Paintbook. Chatto & Windus, London 1943.
- Poo-Tsee, the Water-Tortoise. Chatto & Windus, London 1943.

und zwanzig weitere Titel